# Musée Remondini
Le Museo della stamperia Remondini (Musée de l'Imprimerie Remondini) est un musée situé à Bassano del Grappa, et consacré à l'histoire de la fabrique d'images et de livres Remondini, en activité dans la ville de la seconde moitié du XVIIe siècle au milieu du XIXe siècle. Il partage ses locaux avec le Musée de la céramique au sein du Palazzo Sturm.

## Histoire du Musée

### Legs de la famille Remondini

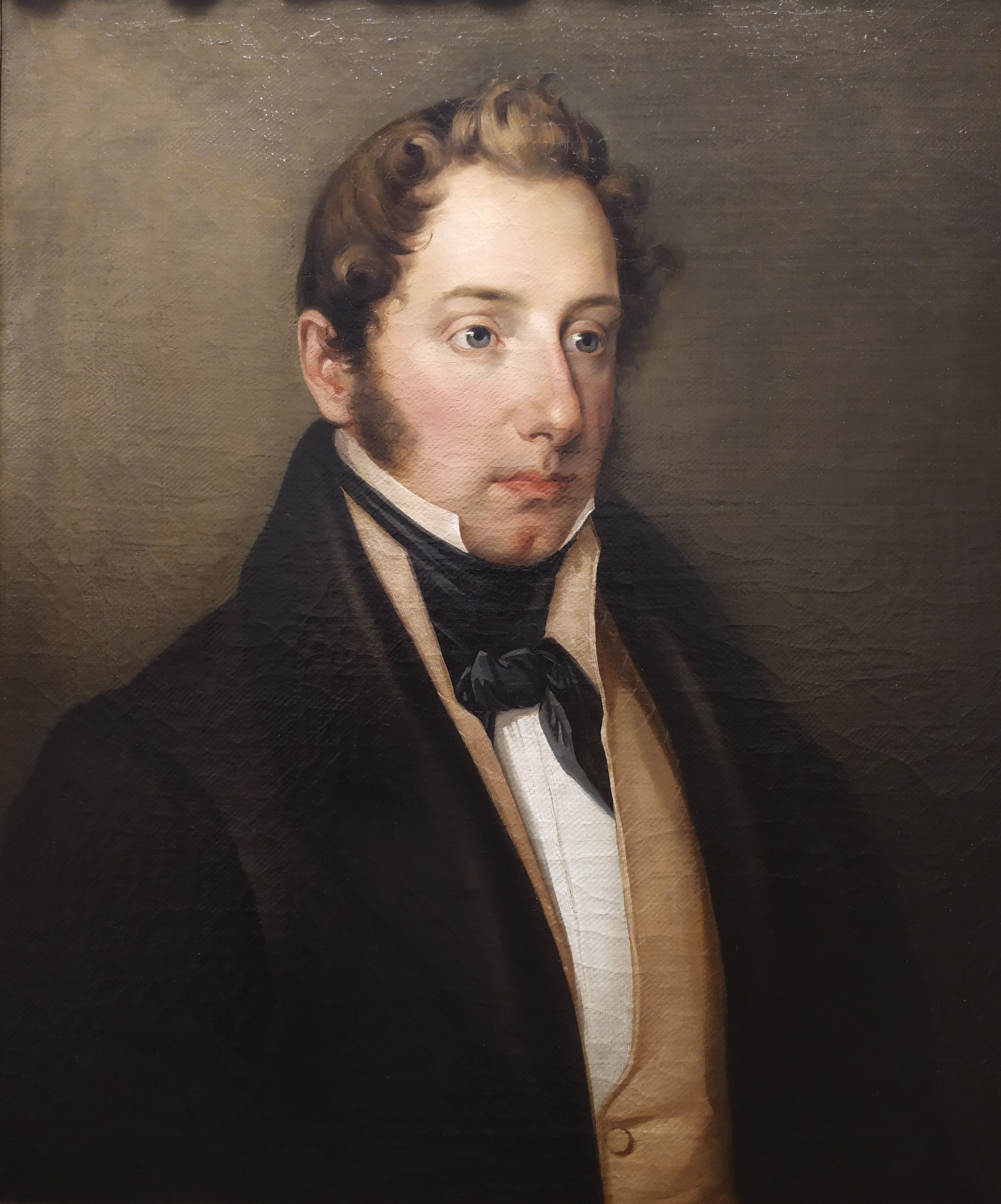
Angelo Balestra, Portrait du comte Giambattista Remondini, Huile sur toile, Musée Remondini, Bassano del Grappa.

Le musée Remondini trouve son origine dans le legs en 1849 à la ville de Bassano d'une partie des biens familiaux par Giambattista Remondini, dernier héritier de la lignée. Il cède à la ville une partie des estampes produites par ses aïeux, ainsi que la collection d'estampes anciennes que son père a constituée et qu'il a enrichie.
Le legs est immédiatement accepté par la ville, qui aménage une salle destinée à abriter et exposer la collection dans le bâtiment de la bibliothèque et du musée municipal.

### Création du musée actuel
Souhaité dès 1983, préfiguré par un ensemble d'expositions, d'acquisitions et de publications scientifiques, le musée actuel ne voit réellement le jour qu'en 2007. Installé dans le Palais Sturm, il partage les espaces muséographiques avec le musée de céramique.
Le Musée conserve aujourd'hui 23 000 pièces. Les collections sont composées de :
- 7 000 estampes produites par les Remondini entre la seconde moitié du XVIIe siècle et la première moitié du XIXe siècle,
- 830 matrices xylographiques pour papiers colorés
- 2 700 livres imprimés par les Remondini
- une collection de 8 500 estampes italiennes et européennes représentatives de la production entre le XVe et le XVIIIe siècles (collection familiale)
- 2 265 feuilles et 1 200 documents (les archives sont aujourd'hui conservées à la bibliothèque de la ville)

## Parcours muséographique
Le parcours permanent du musée Remondini compte sept sections principales. À l'étage, un espace accueille les expositions temporaires.

### Histoire de la presse et de la typographie; les techniques de gravure et d'impression
La première double salle présente les différentes techniques d'impression d'images et de texte (xylographie, taille-douce, typographie) et retrace l'histoire de l'imprimé. Une imposante presse y est exposée.

### Tesini
Cette section évoque les pratiques de commercialisation mise en place dès le XVIIe siècle par la famille Remondini pour assurer la diffusion de sa production. Des colporteurs, notamment originaire de la vallée du Tessin, parcouraient l'Europe avec des balles[Quoi ?] d'images imprimées à Bassano.

### La famille Remondini

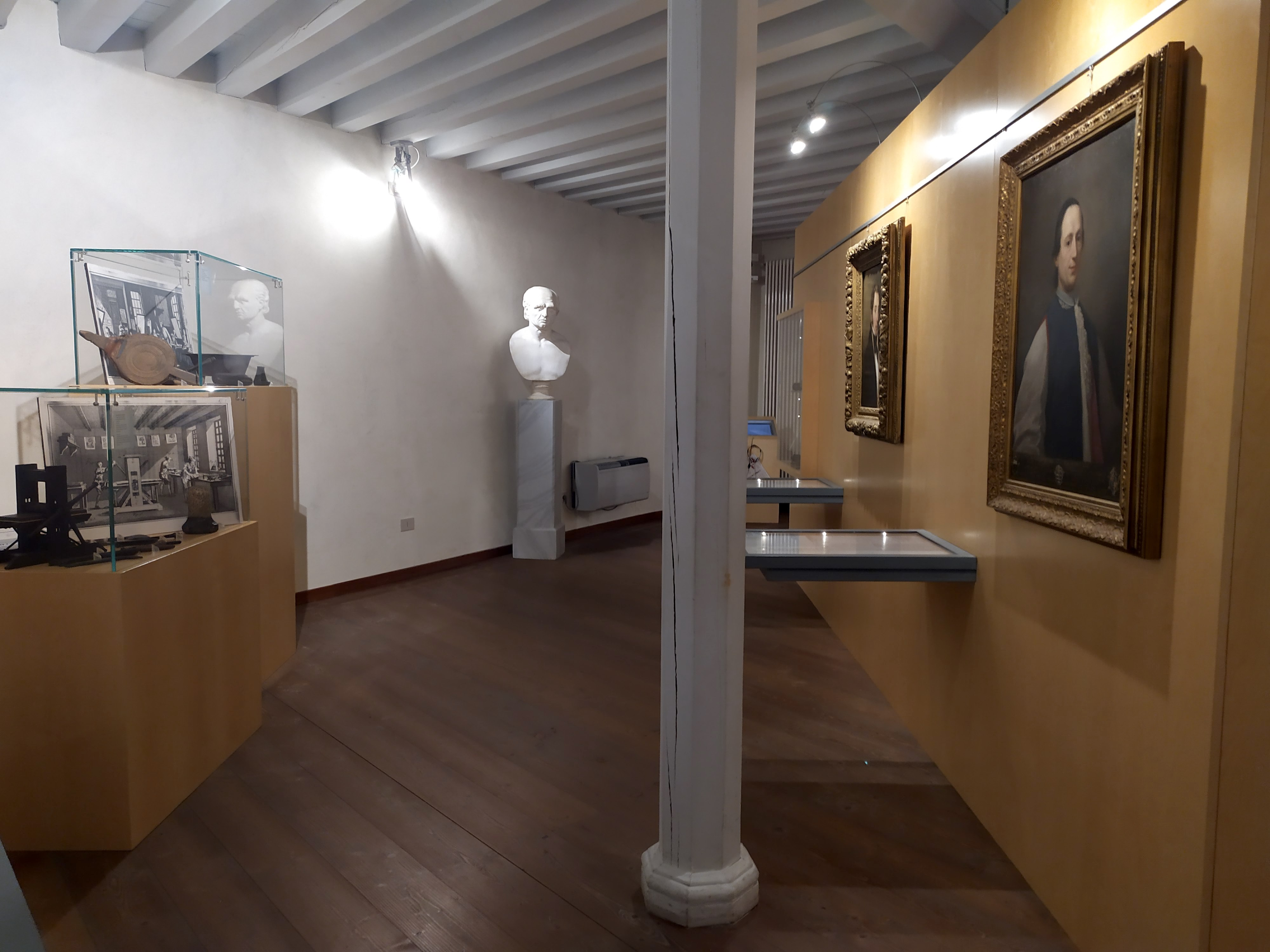
Scénographie du Musée Remondini, en 2020.

Une grande salle est consacrée à l'histoire de la famille Remondini et de sa firme. Plusieurs portraits figurent les membres éminents de la dynastie. Des documents d'archives fac-similés éclairent sur la vie familiale et professionnelle : correspondance, inventaires, documents notariaux, etc. Une maquette reconstitue la répartition des ateliers d'impressions au sein des immeubles possédés par la famille sur l'actuelle Piazza della Libertà.

### Salle du trésor

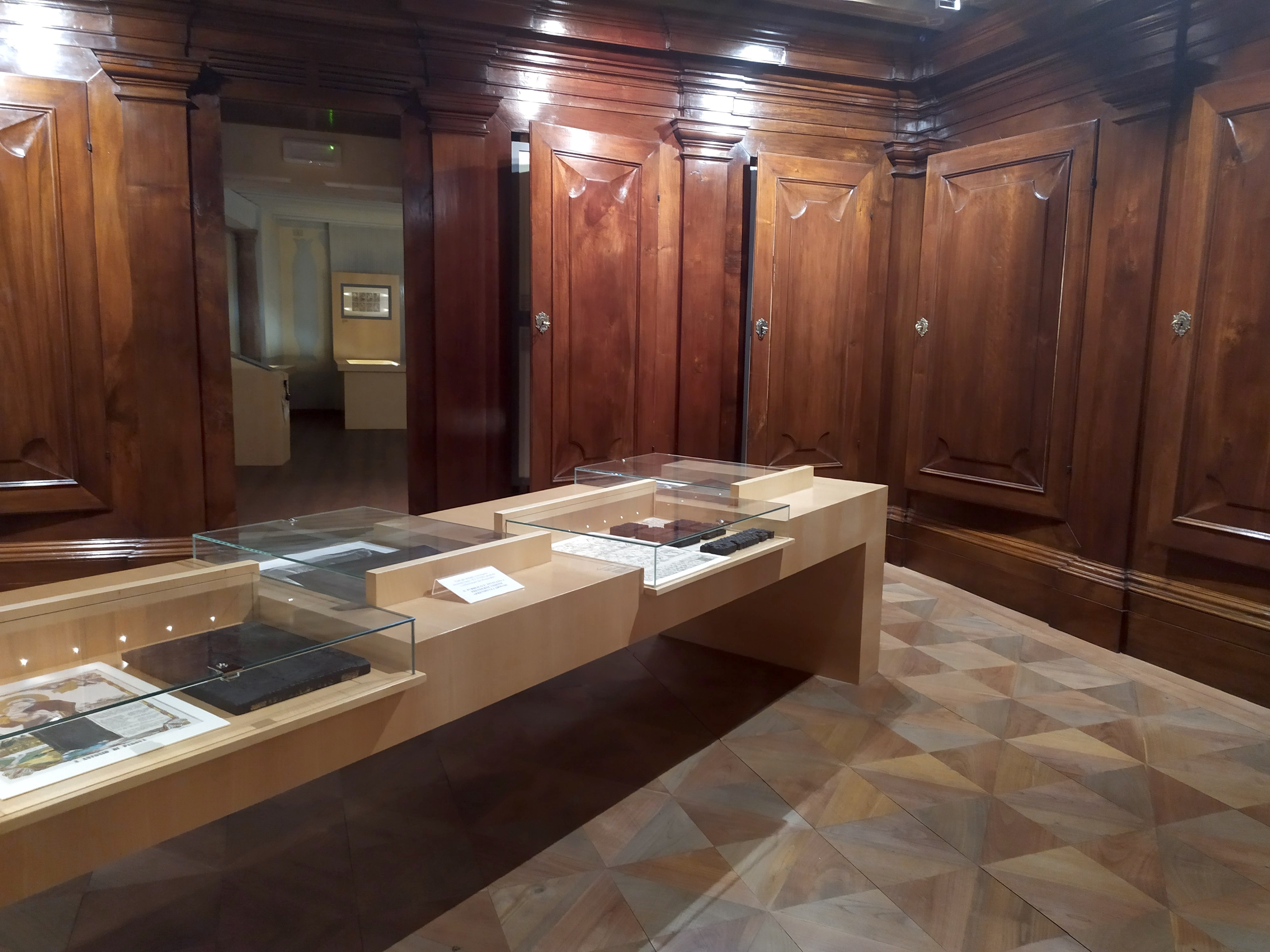
Salle des trésors, en 2020.

Cette salle abrite les fleurons de la collection, qui sont exposés par roulement. Sont à la fois présentées des estampes emblématiques de la production de la famille Remondini, mais également des estampes anciennes issues des collections de ses derniers membres. Cette collection compte plus de 8 000 feuilles, parmi lesquelles des estampes de Mantegna, Dürer, Lucas de Leyde, Marcantonio Raimondi, Ugo Da Carpi, Jacques Callot. Ces estampes sont également régulièrement montrées dans des expositions temporaires.
Cette salle se singularise par ses boiseries anciennes.

### L'estampe demi-fine et populaire: saints, éventails, jeux, découpures, vues d'optique
La production d'estampes a fait la véritable renommée de la fabrique Remondini. Gravées sur cuivre ou sur bois, les images produites par les graveurs de Bassano ont été imprimées à des milliers d'exemplaires et très largement diffusés à travers toute l'Europe et jusqu'en Amérique du Sud.
Chacune des vitrines de la section évoque un produit « phare » édité par la firme Remondini : l'imagerie religieuse, les écrans à main, les jeux imprimés (jeu de l'oie, etc.), les vues d'optique, et les découpures, images à découper pour orner des objets, tels que des boîtes, étuis ou petits meubles.

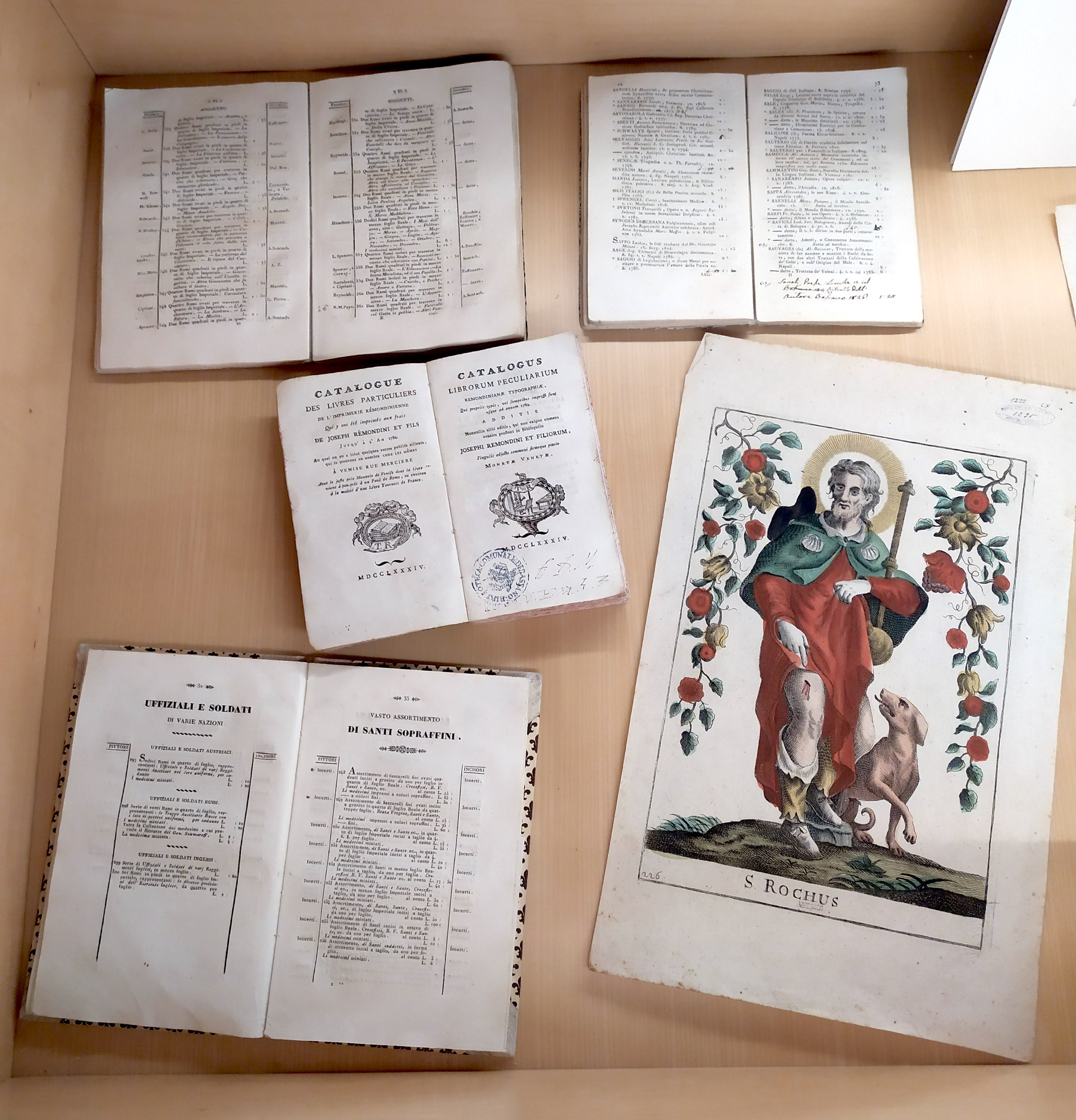
Catalogues et image édités par les Remondini.
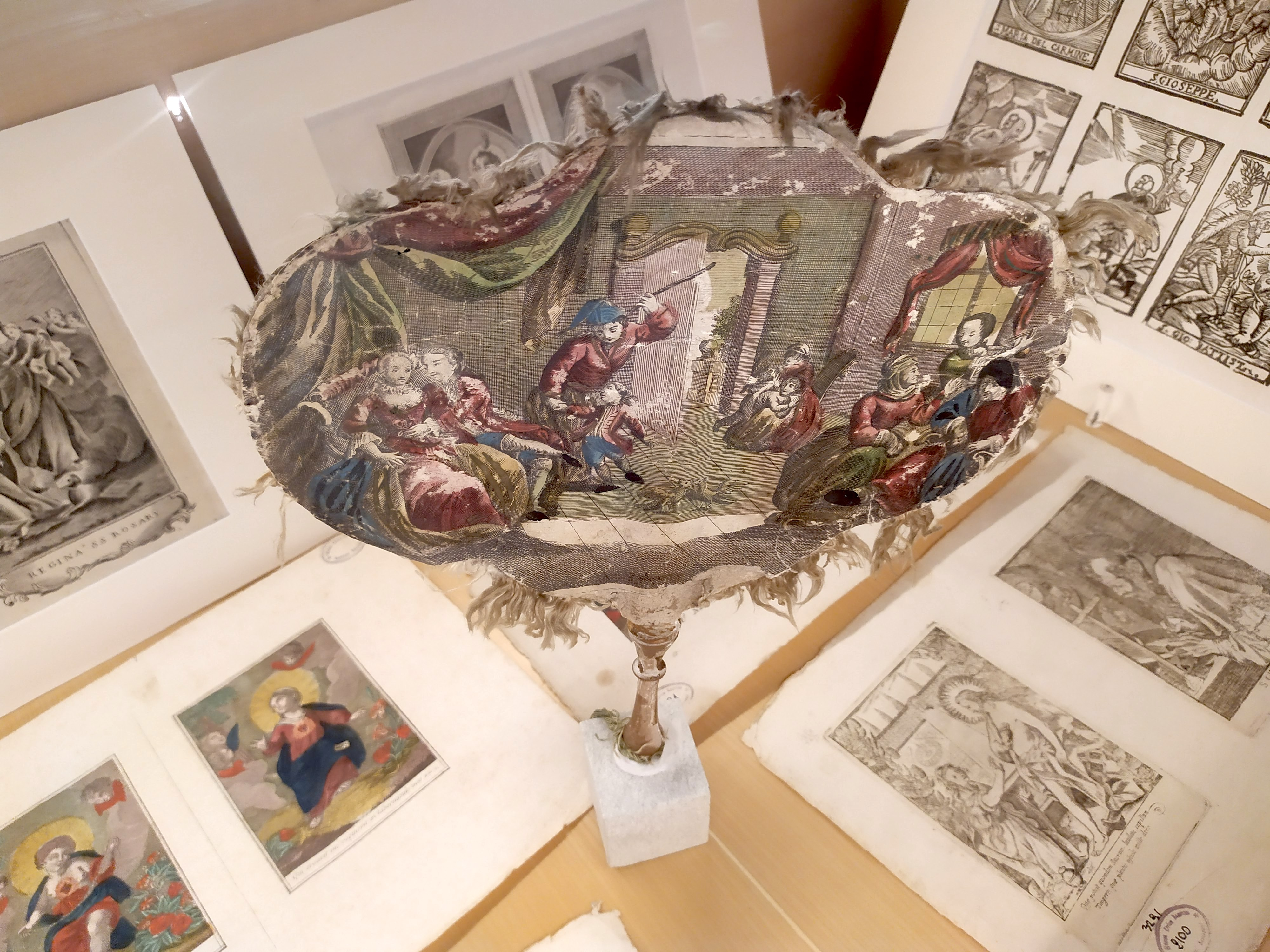
Écran à main, XVIIIe siècle.
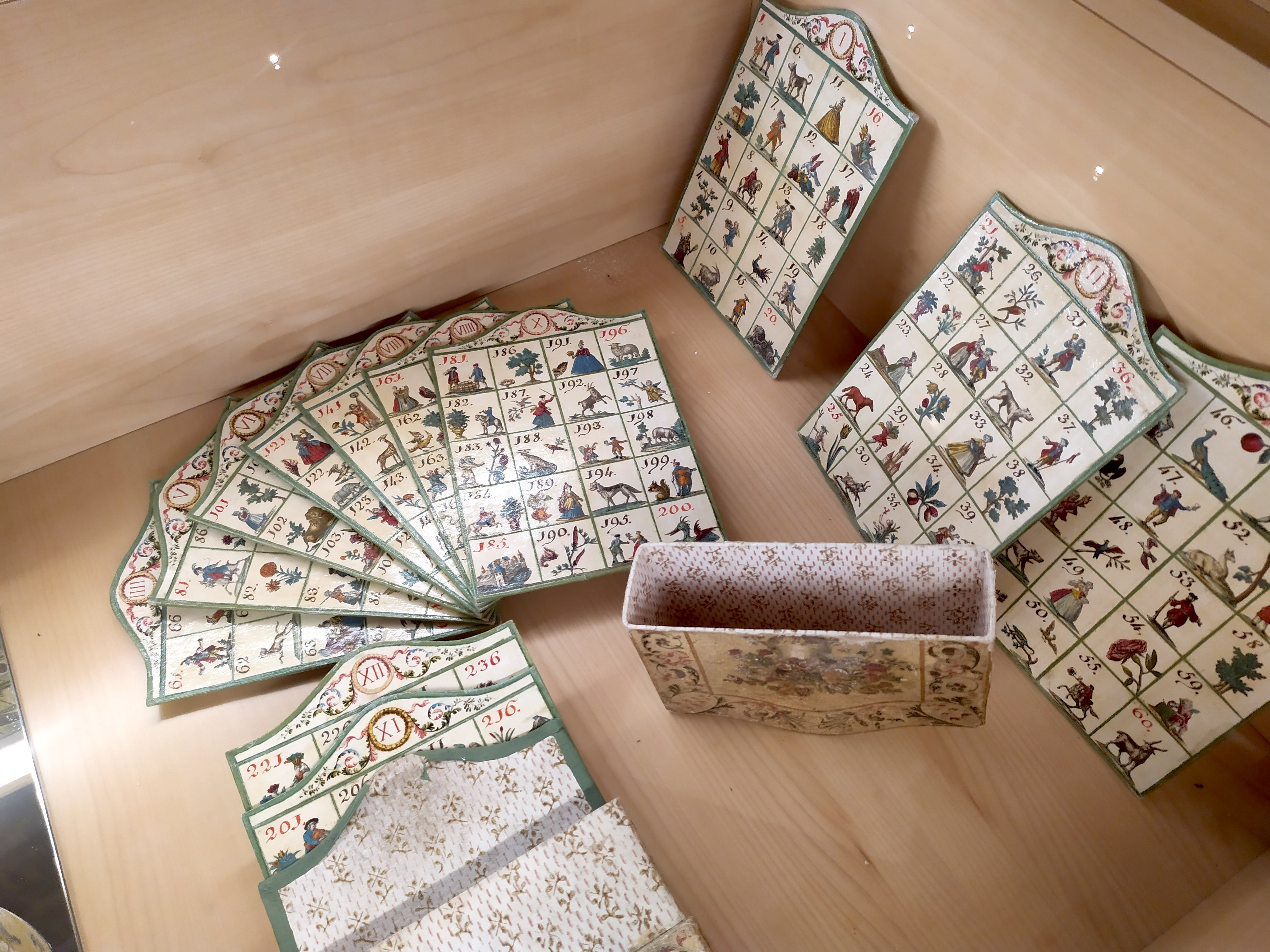
Jeu de la Cavagnole.
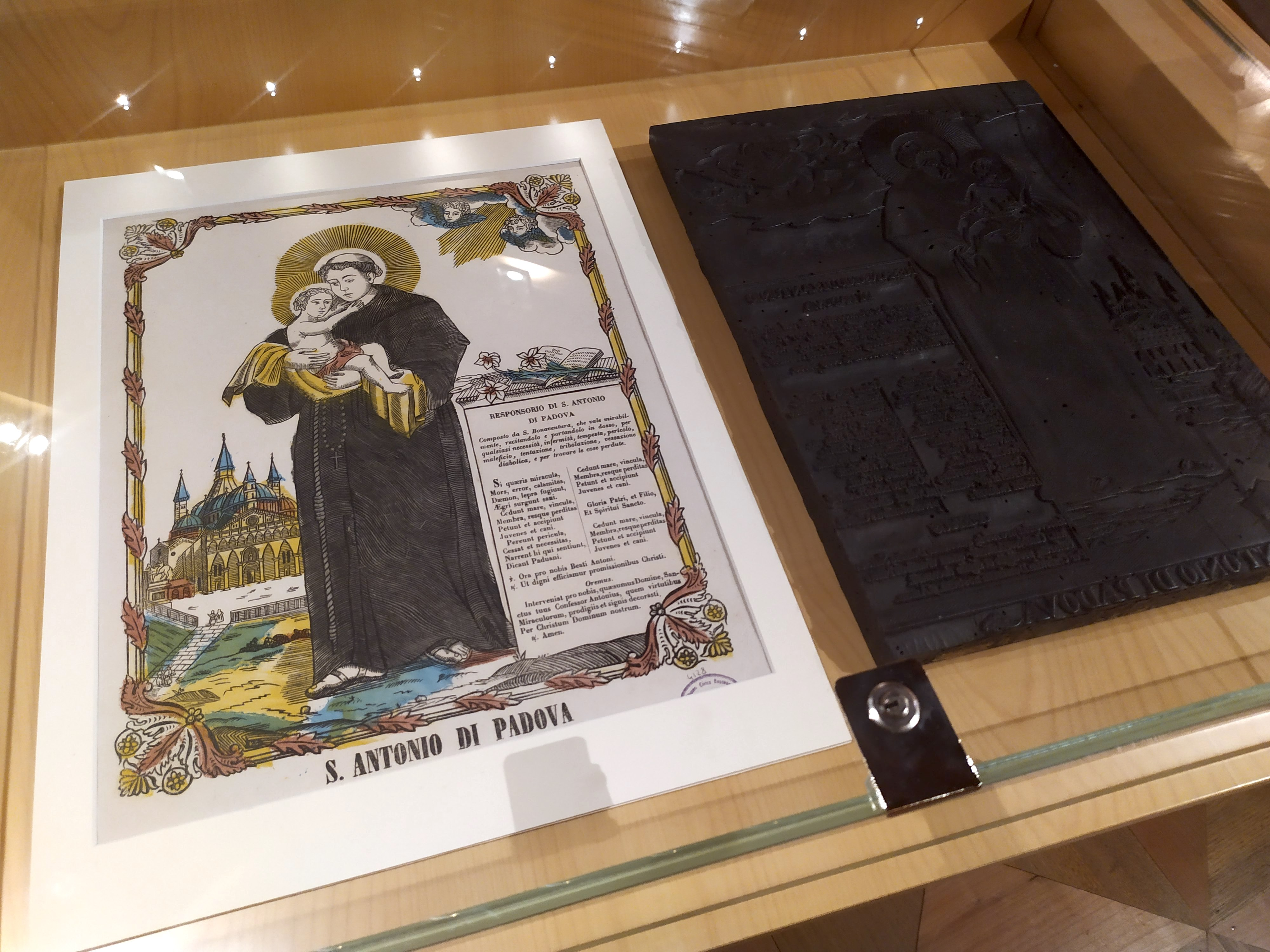
Tirage de Saint Antoine de Padoue et sa matrice en bois.

### Papiers décorés
Les papiers décorés (papiers dominotés, papiers marbrés, papiers gaufrés ou dorés, etc.) forment un ensemble important de la production remondinienne. Ils étaient employés pour décorer les intérieurs (proto-papier-peint), recouvrir les livres non reliés, orner l'intérieur des boîtes, décorer des cloisons et protéger l'intérieur des meubles.
Le musée expose non seulement des exemples papiers mais également les matrices d'impressions employées dans la fabrique Remondini, qui ont pu être sauvées.
- Le papier dominoté

"Le
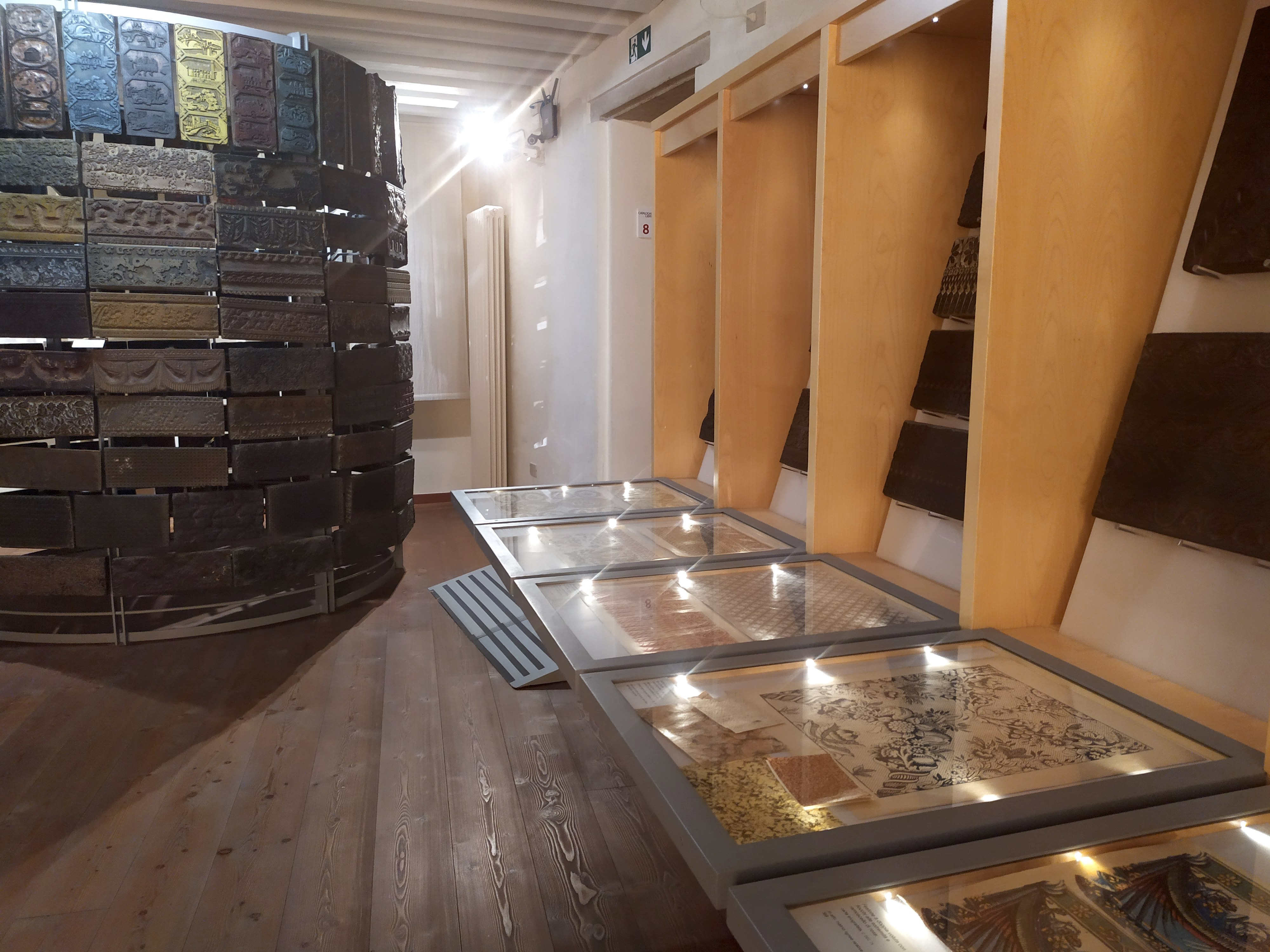
Salle consacrée au papier.
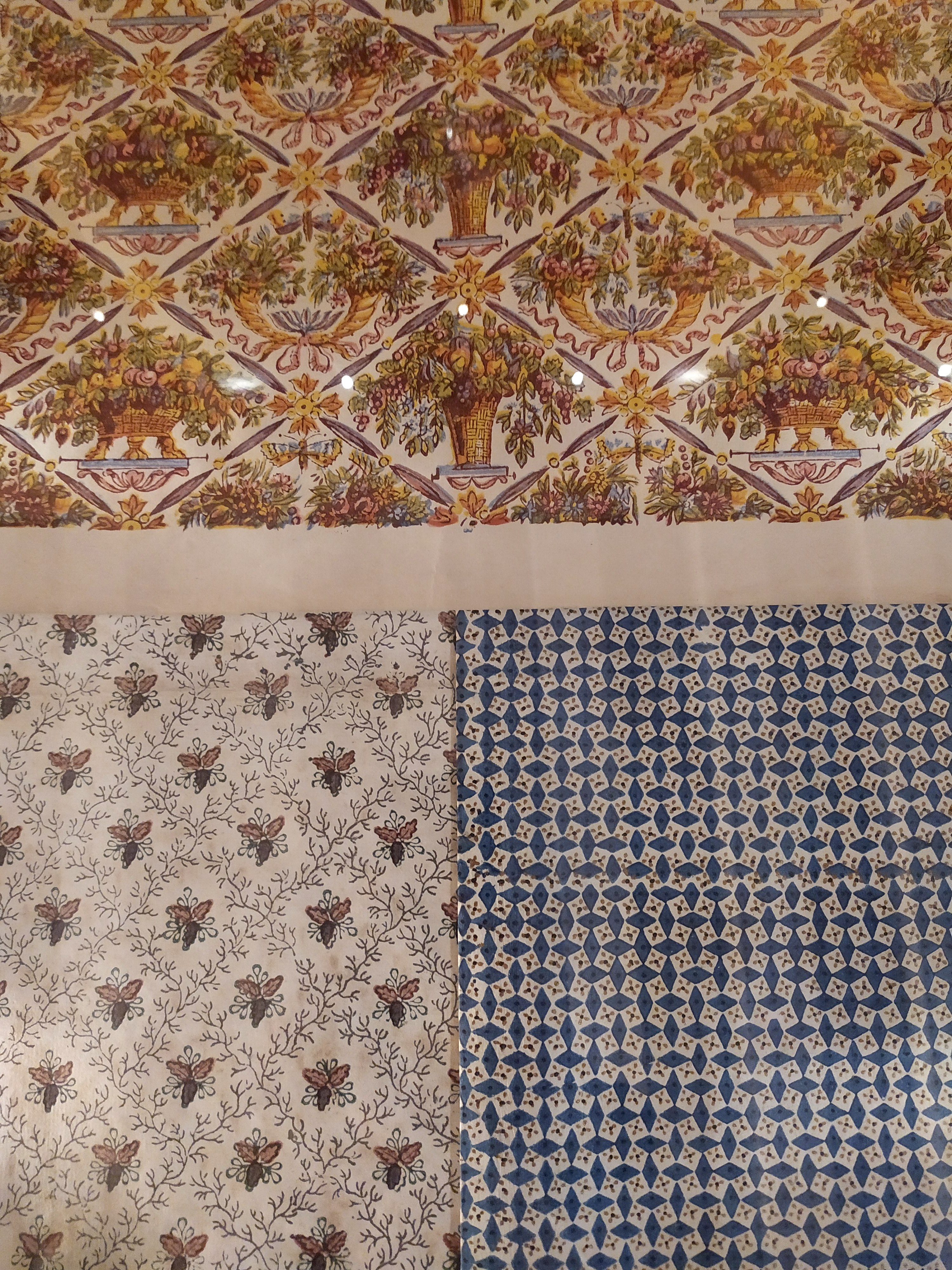
Exemples.
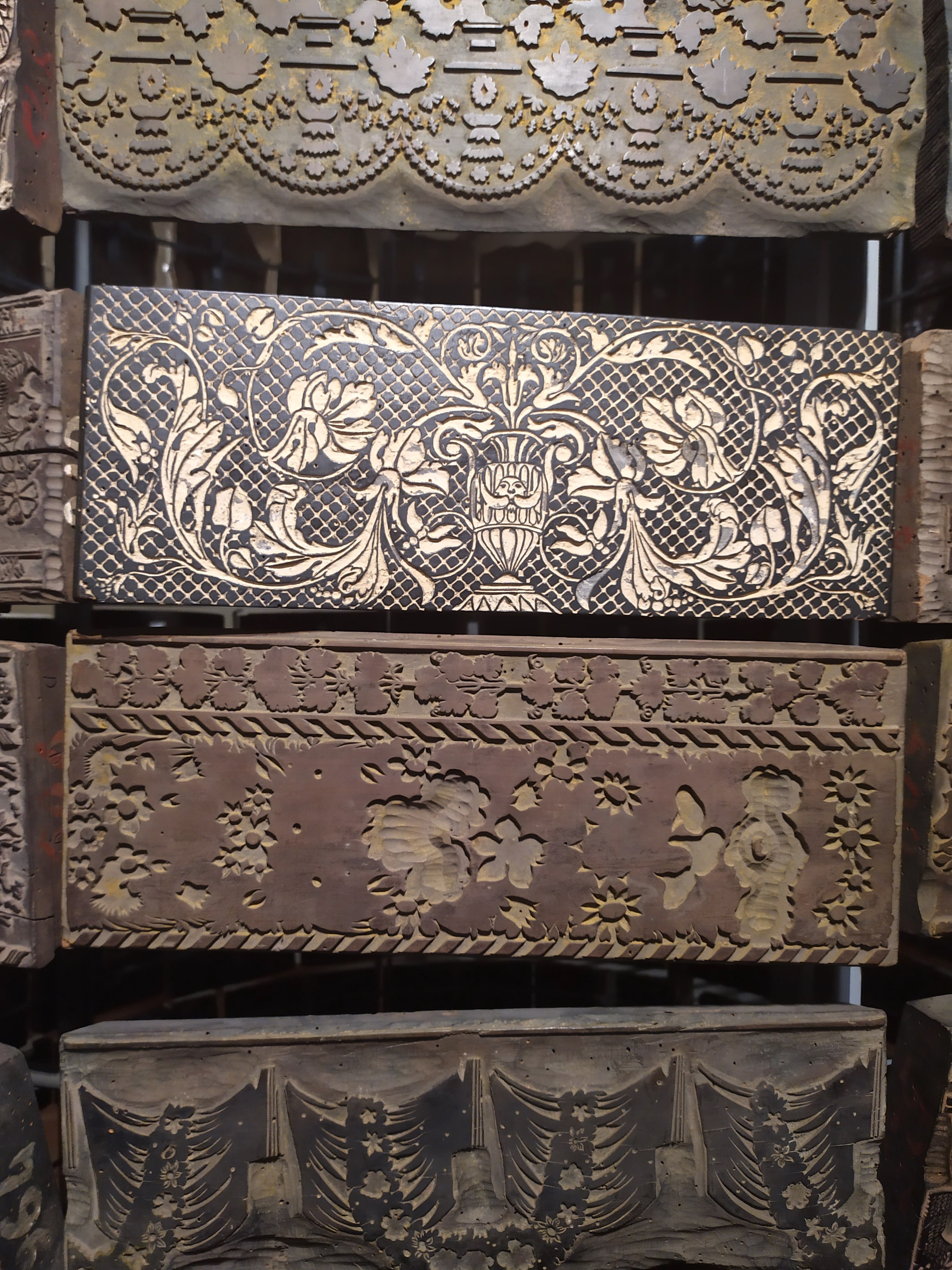
Matrices.
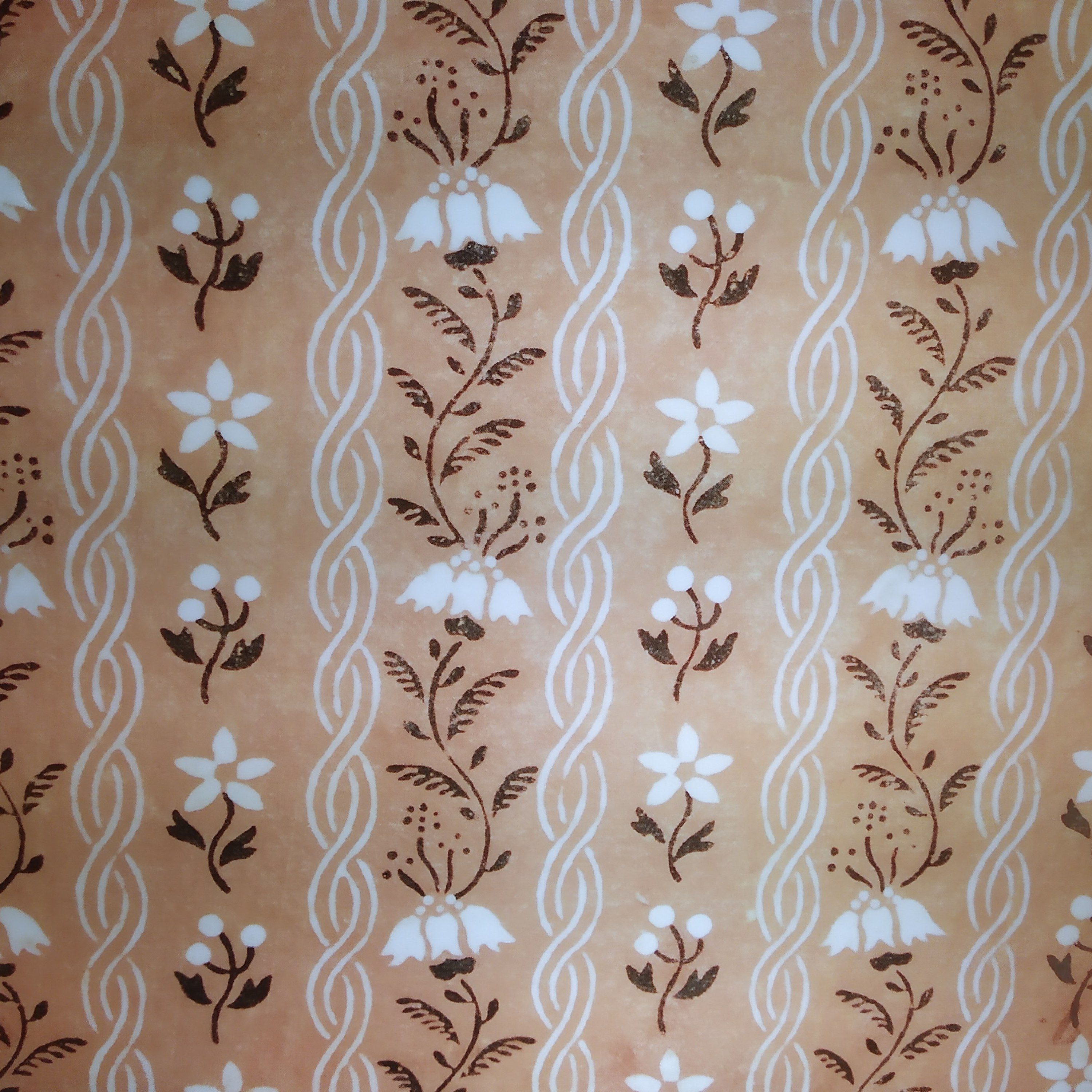
Exemple.
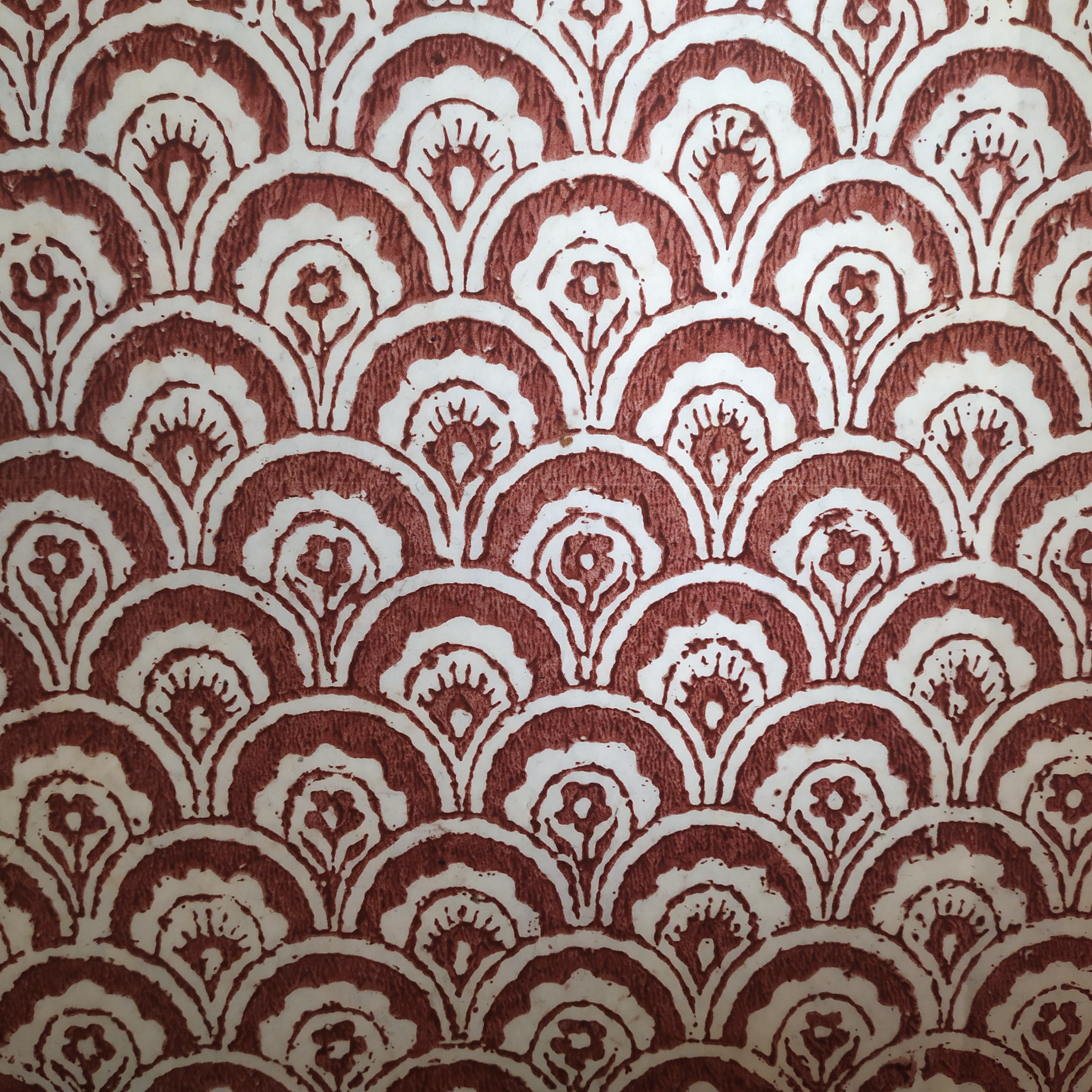
Exemple.
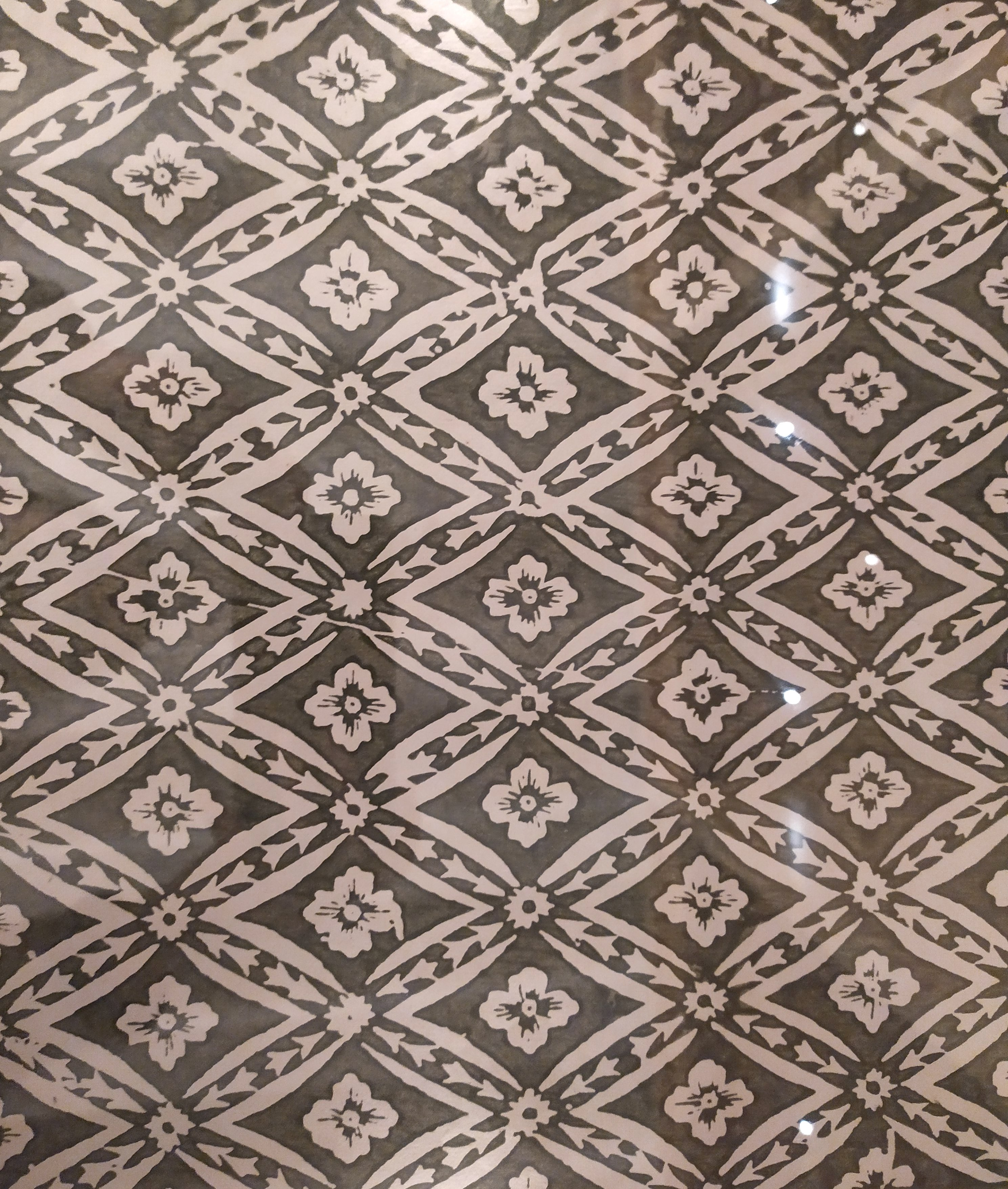
Exemple.
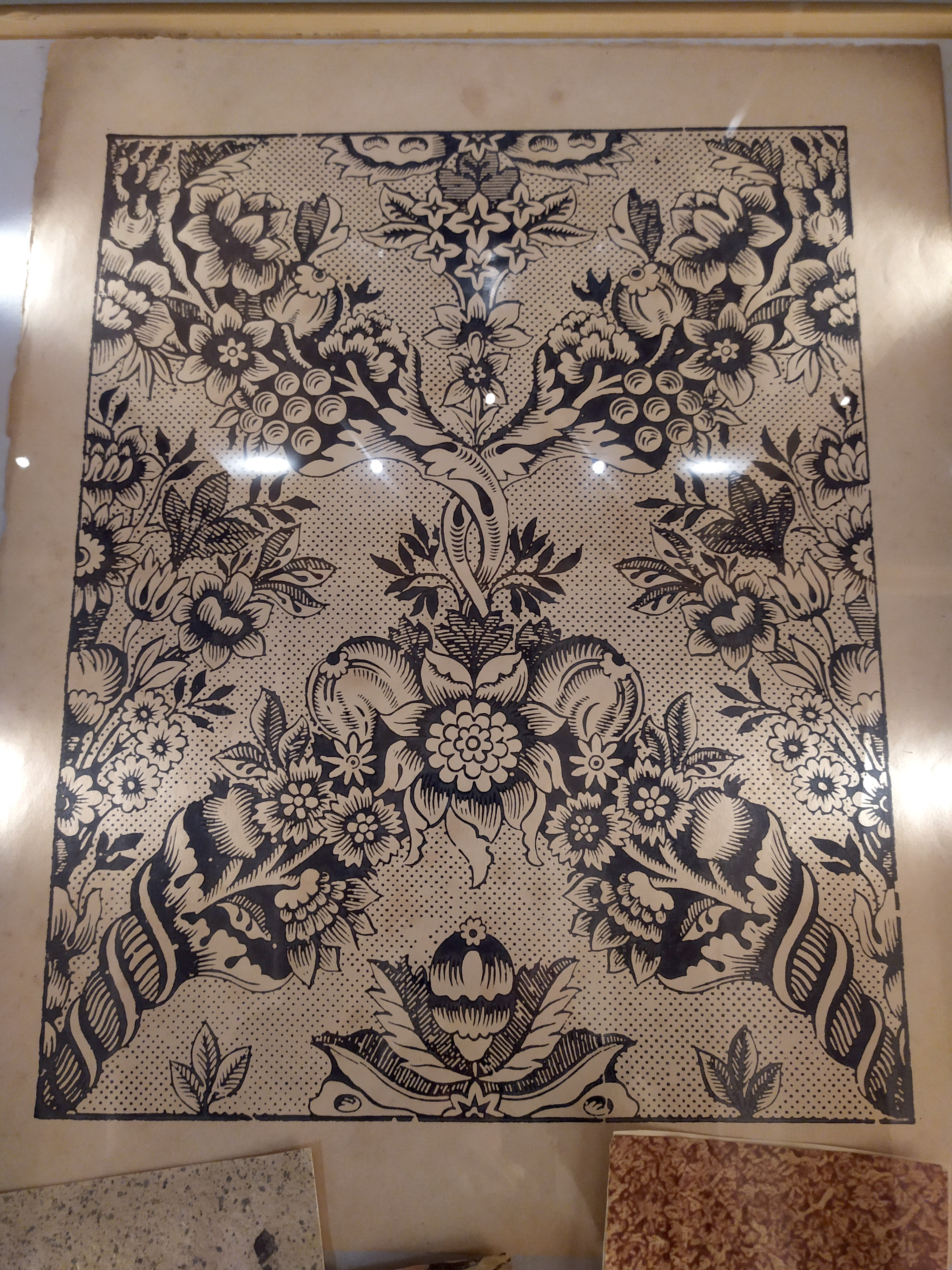
Exemple.
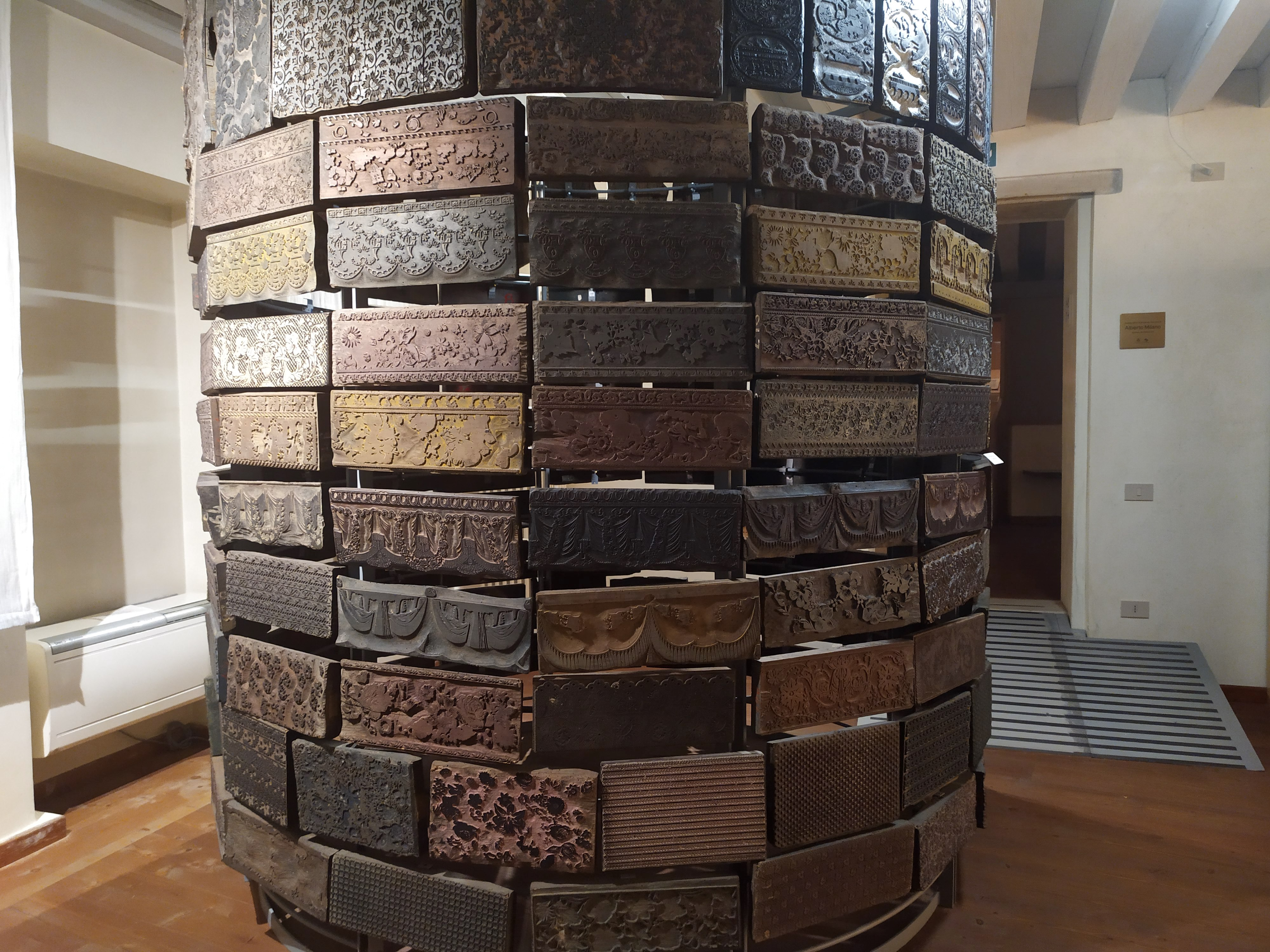
Matrices.

### Livres et catalogues
Dernière du parcours, cette salle présente un panorama de la production livresque de la firme Remondini : livrets populaires de modeste prix, ouvrages religieux, scientifiques, grands livres illustrés... Sont notamment présentés des volumes de la version de l'Encyclopédie éditée par les Remondini.

## Expositions temporaires
L'étage du Palazzo Sturm accueille des expositions temporaires, permettant de présenter par roulement les collections d'estampes de la ville :
- « Albrecht Dürer. La collezione Remondini » (2019-2020)
- « Giambattista Piranesi. Architetto senza tempo » (2020)